# Şengün Kaplanoğlu
Şengün Kaplanoğlu (Ankara, 11 febbraio 1938) è un ex cestista e allenatore di pallacanestro turco.

## Carriera
Con la Turchia ha disputato tre edizioni dei Campionati europei (1959, 1961, 1963).

## Palmarès

### Giocatore
- Campionato turco: 4

Galatasaray: 1963, 1964, 1966, 1968-69

### Allenatore
- Campionato turco: 1

İTÜ Istanbul: 1971-72